# Морлон Вайлі
Морлон Девід Вайлі  (англ. Morlon David Wiley, нар. 24 вересня 1966, Новий Орлеан, Луїзіана, США) — американський професійний баскетболіст, що грав на позиції атакувального захисника за низку команд НБА.

## Ігрова кар'єра
На університетському рівні грав за команду Лонг-Біч Стейт (1984–1988). 
1988 року був обраний у другому раунді драфту НБА під загальним 46-м номером командою «Даллас Маверікс». Професійну кар'єру розпочав 1988 року виступами за тих же «Даллас Маверікс», захищав кольори команди з Далласа протягом одного сезону.
З 1989 по 1991 рік грав у складі «Орландо Меджик».
Частину 1991 року виступав у складі «Сан-Антоніо Сперс».
Наступною командою в кар'єрі гравця була «Атланта Гокс», за яку він відіграв залишок сезону 1992—1993.
1993 року повернувся до складу «Далласа».
Протягом 1993 року також виступав у команді КБА «Квад-Сіті Тандер».
Наступною командою в кар'єрі гравця була «Маямі Гіт», з якою підписав контракт на 10 днів 9 березня 1994 року.
З 1994 по 1995 рік грав у складі «Даллас Маверікс», після чого частину 1995 року виступав у складі «Атланта Гокс».
Завершував ігрову кар'єру виступами протягом 1995—1999 років у КБА за «Квад-Сіті Тандер» та «Гренд-Репідс Гупс».